# ヘア・アンド・ハウンド

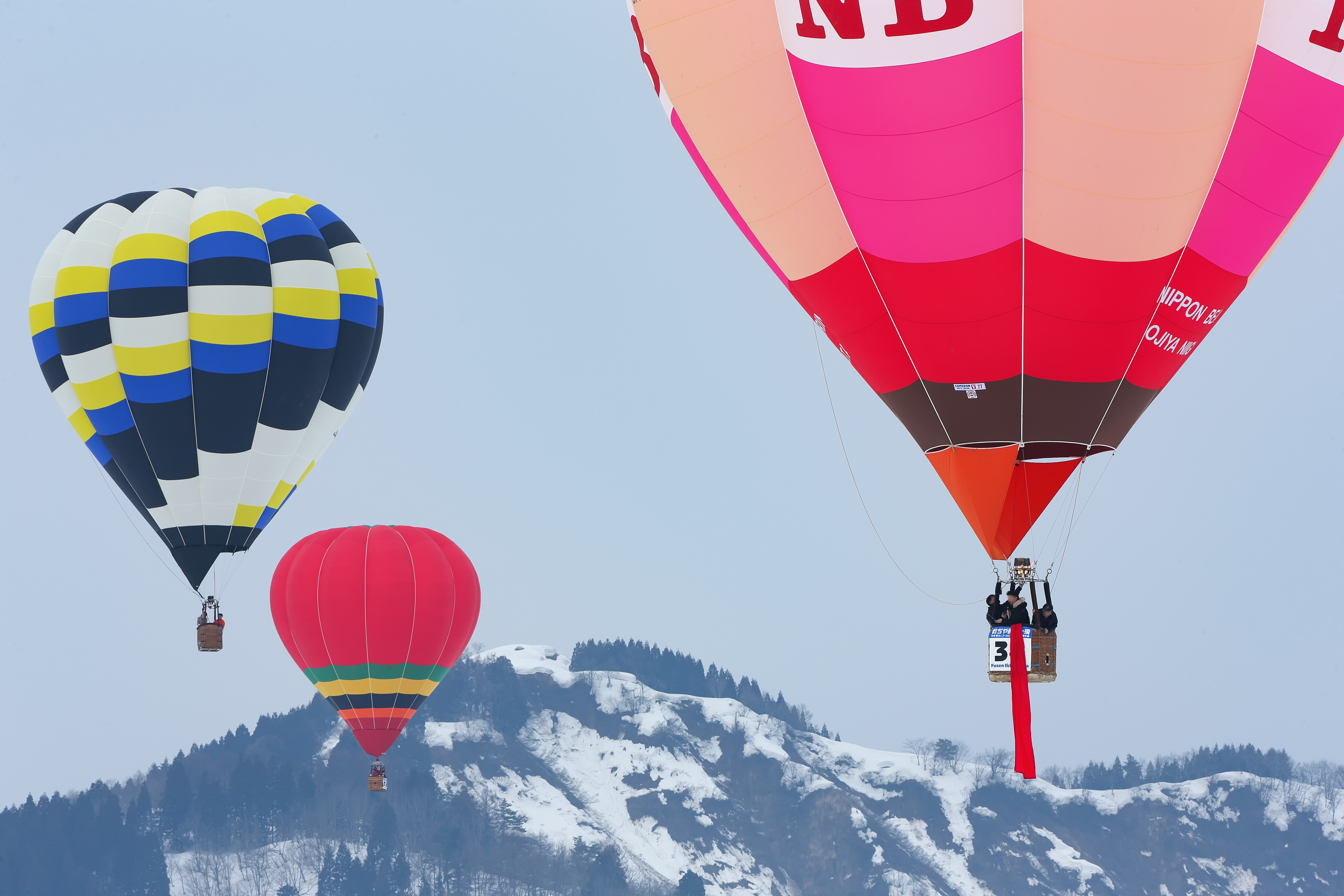
右側にいる赤色の布を垂らした気球がヘア気球で、競技者より前に離陸し、ターゲットを設定する。

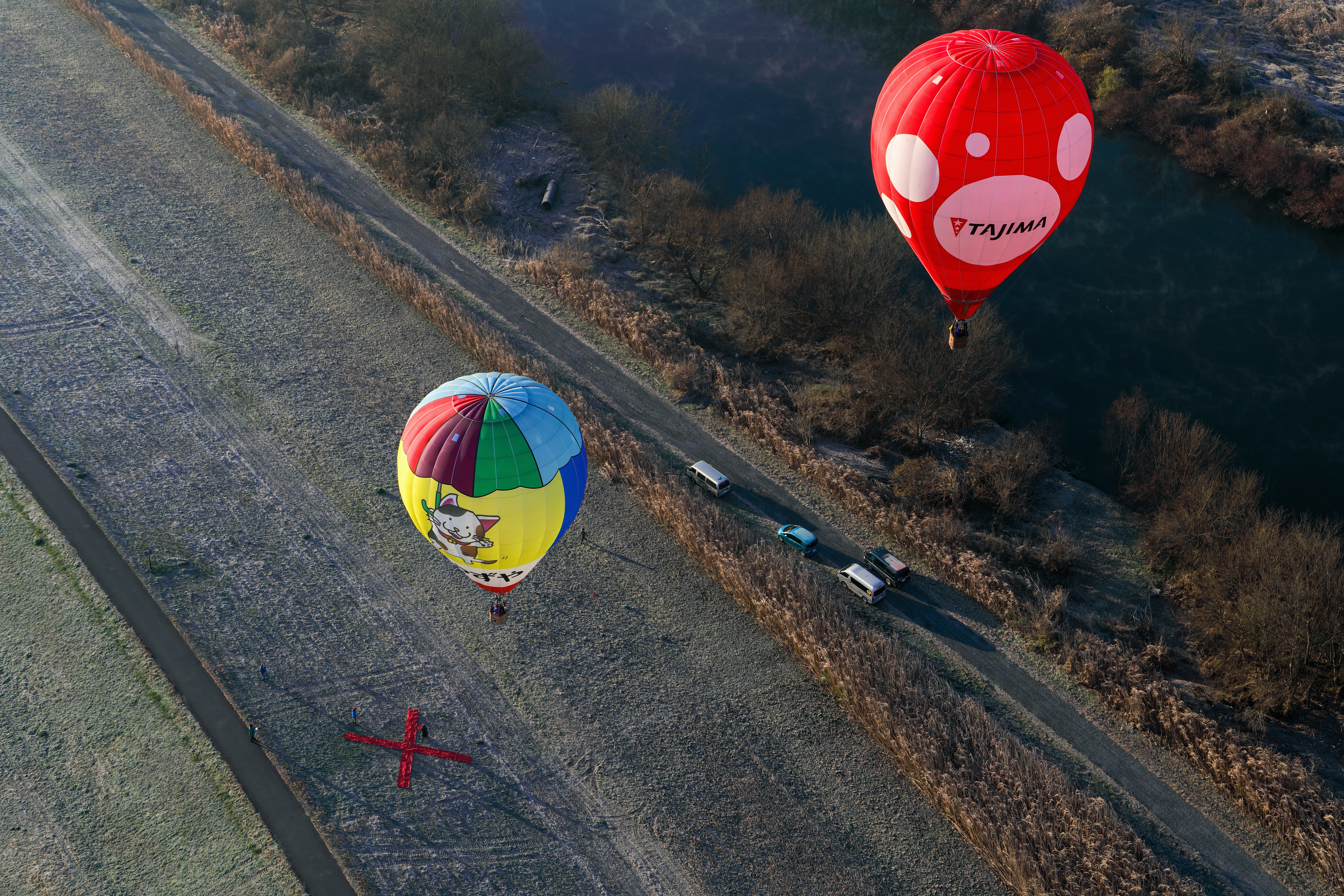
画像左下の赤色×印と画像右中央やや下の白色×印が、タスクで設定されたターゲット。

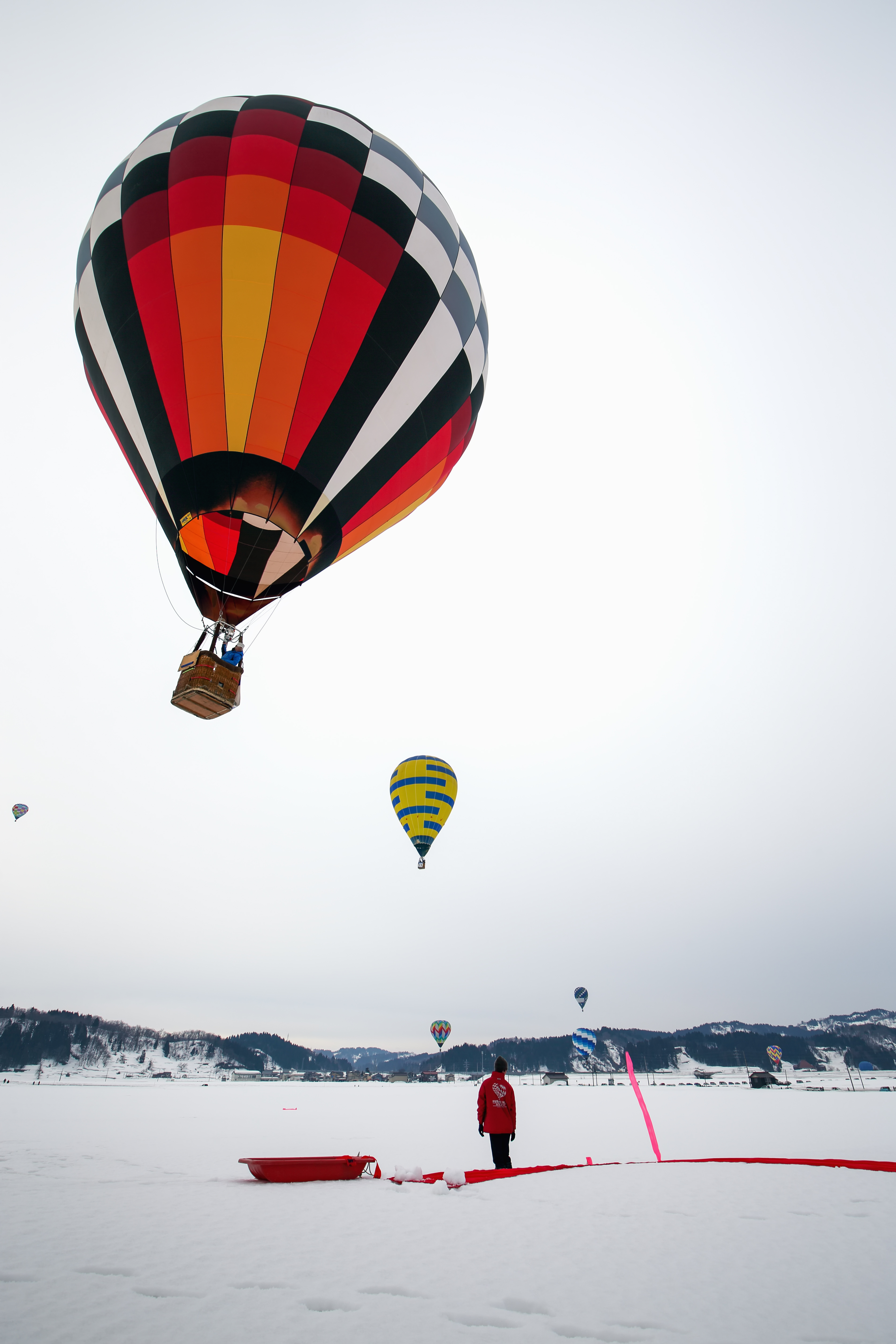
競技者は設定されたターゲットに向けて、マーカー（桃色の帯に見えるもの）を投下する。

ヘア・アンド・ハウンド（Hare and Hound, 略称：HNH）とは熱気球競技における種目の一つである。通称、「ウサギ狩り」と呼ばれる。

## 概要
大会主催者側の熱気球(ヘア気球と呼ばれる)が先に離陸し、その数十分後に競技者が離陸して、ヘア気球を追いかける。ヘア気球は約数十分後に着陸し、ターゲットを展開する。熱気球競技者は、ヘア気球が着陸した地点を目指し、マーカーと呼ばれる目印をどのくらいターゲットの近くに落とす事ができたかを競う。

## 他の競技種目
- ジャッジ・デクレアド・ゴール(JDG)
- フライイン・タスク(FIN)
- パイロット・デクレアド・ゴール(PDG)
- フライオン・タスク(FON)
- ヘジテーション・ワルツ(HWZ)
- ミニマム・ディスタンス(MND)
- マキシマム・ディスタンス(MXD)
- ミニマム・ディスタンス・ダブル・ドロップ(MNDD)
- マキシマム・ディスタンス・ダブル・ドロップ(MXDD)
- エルボー・タスク(ELB)
- カリキュレイテッド・レイティング・アクセス・タスク(CRAT)